# Riviera Ligure (olio di oliva)
Riviera Ligure è un olio extra vergine di oliva a denominazione di origine protetta.
La denominazione Riviera Ligure è associabile ad ognuna delle tre Riviere che costituiscono altrettante menzioni geografiche aggiuntive:
- Riviera dei Fiori: È riservata all'olio extravergine di oliva ottenuto da oliveti coltivati Archiviato il 30 aprile 2015 in Internet Archive.[1] ad oliva taggiasca per almeno il 90%. Possono, altresì, concorrere altre varietà presenti negli oliveti in misura non superiore al 10%.
- Riviera del Ponente savonese: È riservata all'olio extravergine di oliva ottenuto da oliveti coltivati a varietà taggiasca per almeno il 50%. Possono, altresì, concorrere altre varietà presenti negli oliveti in misura non superiore al 50%.
- Riviera di Levante: È riservata all'olio extravergine ottenuto da oliveti coltivati a varietà lavagnina, razzola, pignola e la locale frantoio per almeno il 55%. Possono, altresì, concorrere altre varietà presenti negli oliveti in misura non superiore al 45%.

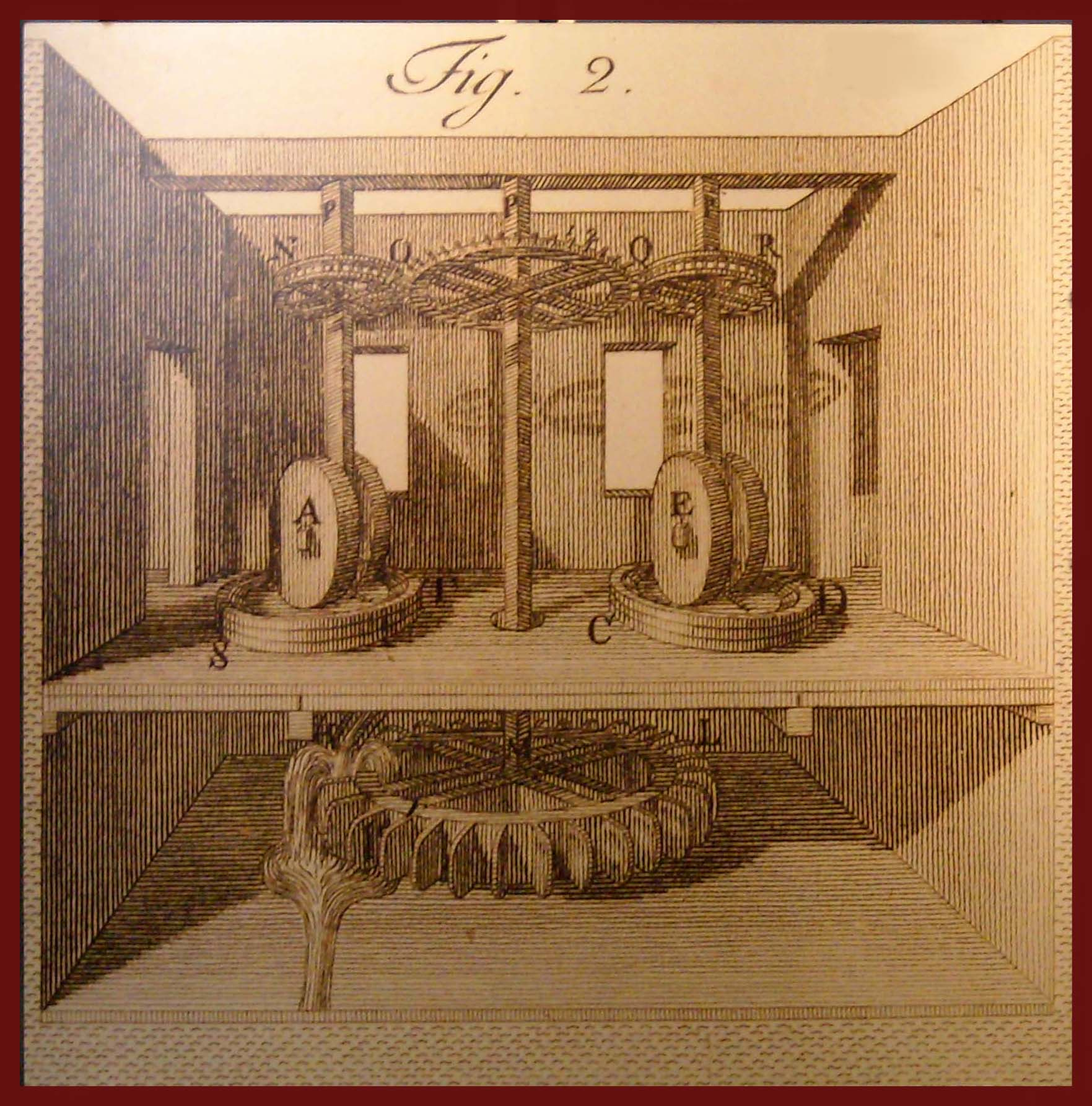
Antico frantoio
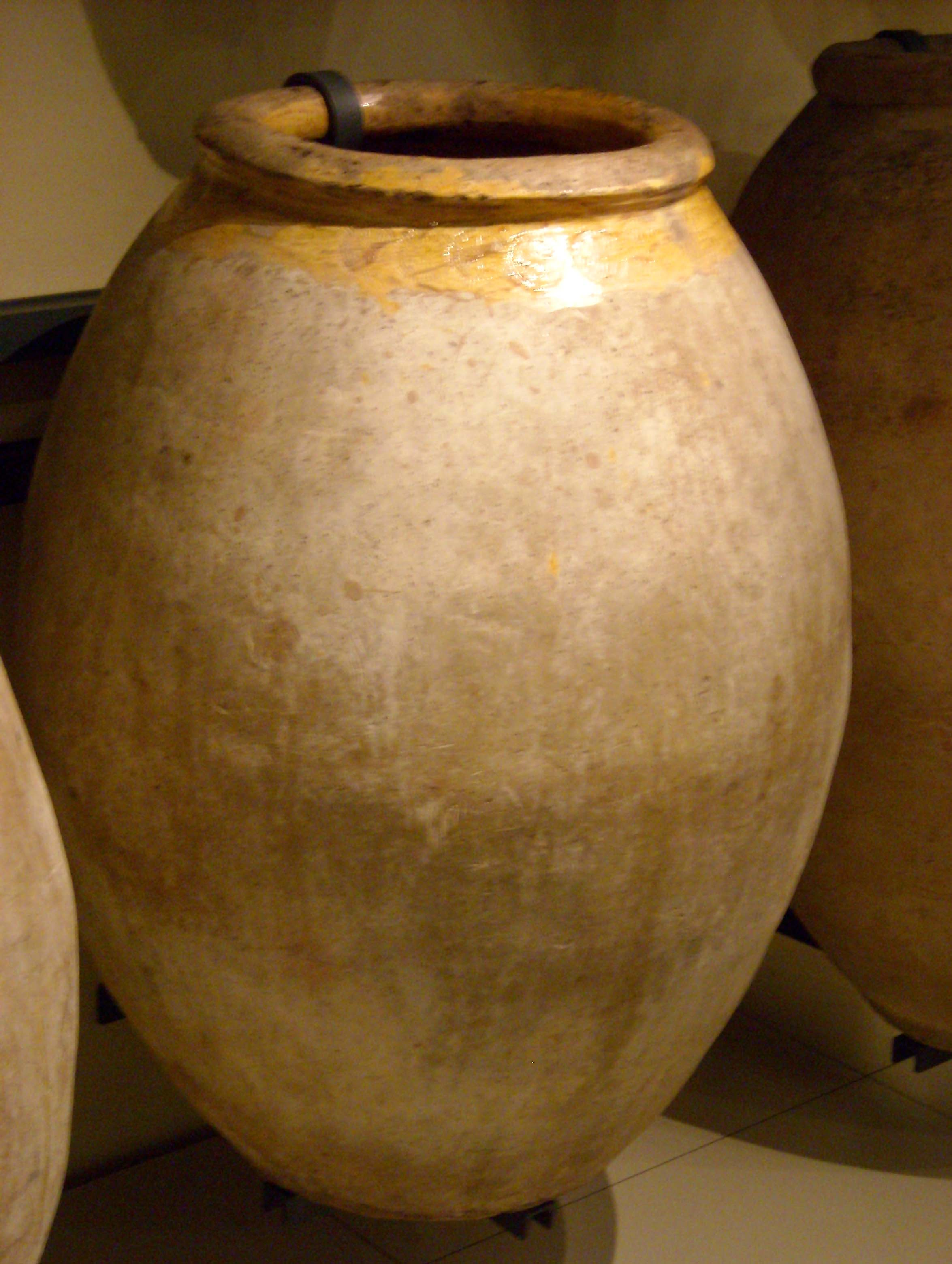
Una giara usata nel passato
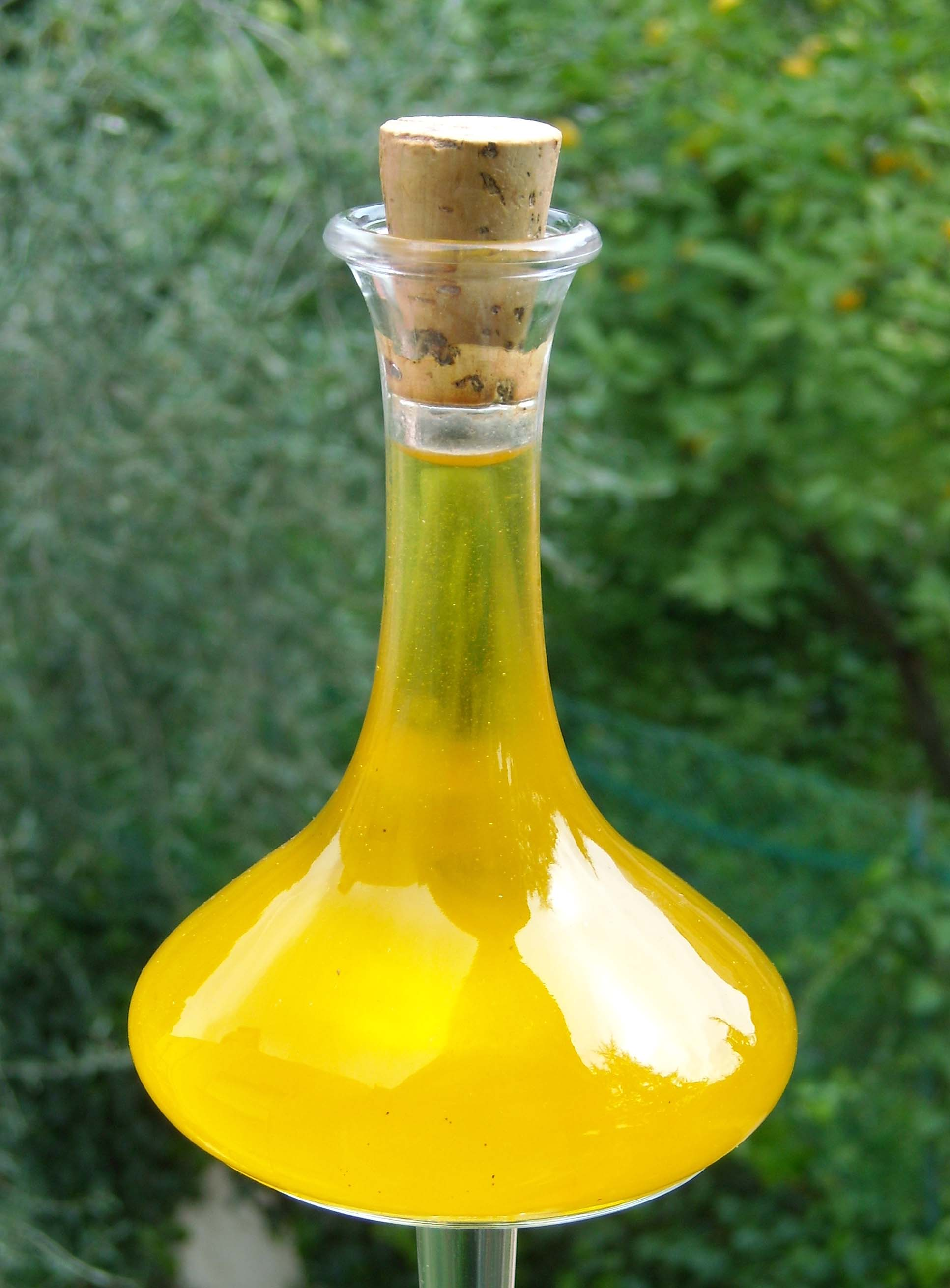
Il colore